# Kličevac
Kličevac (en serbe cyrillique : Кличевац) est une localité de Serbie située sur le territoire de la ville de Požarevac, district de Braničevo. Au recensement de 2011, elle comptait 1 075 habitants.
Kličevac, officiellement classé parmi les villages de Serbie, est situé à 25 km de Požarevac et à 8 km du site archéologique de la ville romaine de Viminacium, près de l'actuelle ville de Kostolac, où les fouilles archéologiques ont mis au jour un complexe urbain, formé de larges rues, de luxueuses villas, de bains publics et d'un amphithéâtre. Ce complexe a récemment été ouvert au public.

## Histoire
En 1881, des fouilles réalisées à Kličevac ont mis au jour des objets préhistoriques remontant à l'Âge du bronze (1500 à 1000 av. J.-C.). Parmi ces objets figurait l'« idole de Kličevac », une figurine féminine en terre cuite. Déposée au musée national de Belgrade, elle a été détruite au cours des bombardements autrichiens sur la ville de Belgrade.

## Démographie

### Évolution historique de la population
| 1948  | 1953  | 1961  | 1971  | 1981  | 1991  | 2002  | 2011  |
| ----- | ----- | ----- | ----- | ----- | ----- | ----- | ----- |
| 2 572 | 2 606 | 2 624 | 2 477 | 2 242 | 2 084 | 1 329 | 1 075 |

|  |